# Cuspidella gigantea
Cuspidella gigantea is een hydroïdpoliep uit de familie Campanulinidae. De poliep komt uit het geslacht Cuspidella. Cuspidella gigantea werd in 1923 voor het eerst wetenschappelijk beschreven door Stechow. 